# 虹のナターシャ (宝塚歌劇)
『虹のナターシャ』（にじのナターシャ）は、宝塚歌劇団によって舞台化されたミュージカル作品。雪組公演。形式名は「宝塚ミュージカルロマン」。宝塚・東京における本公演と中日公演は18場。
原作は林真理子と大和和紀による同名の漫画（講談社「mimi」連載）。脚本・演出は植田紳爾、演出は谷正純。宝塚公演は高嶺ふぶきのトップお披露目公演であった。宝塚・東京における本公演と中日公演の併演作品は『La Jeunesse!』。

## 公演期間と公演場所
- 1996年8月9日 - 9月16日（新人公演：8月27日） 宝塚大劇場[1]
- 1996年12月2日 - 12月26日（新人公演：12月10日） 東京宝塚劇場[2]
- 1997年2月1日 - 2月18日 中日劇場[3]

## 解説
※『宝塚歌劇100年史（舞台編）』の宝塚大劇場公演参考。
昭和初期の東京と上海を舞台とした、一人のプリマドンナの蘭子・ナターシャを巡る帝都シンフォニーの指揮者の三条薫と幼馴染の青年の栗崎武志との恋の鞙当てを中心に、波乱万丈のストーリーを展開した。

## スタッフ
※氏名の後ろに「宝塚」、「東京」、「中日」の文字がなければ全劇場共通。
- 作曲・編曲：吉田優子
- 音楽指揮：佐々田愛一郎（宝塚・中日）、伊沢一郎（東京）
- 振付：羽山紀代美
- 装置：関谷敏昭
- 衣装：有村淳/中川菊枝
- 照明：勝柴次朗
- 音響：加門清邦
- 小道具：伊集院撤也
- 効果：扇野信夫
- 演技指導：美吉左久子
- 演出助手：加藤誠/齋藤吉正
- 振付助手：若央りさ
- 装置補：広森守
- 舞台進行：森田智広
- 舞台監督：佐田民夫（東京）/江口正昭（東京）/柴田尚（東京）/石川裕（東京）
- 演奏：宝塚管弦楽団（宝塚・中日）、東宝オーケストラ（東京）
- 製作担当：吉良正明（東京）
- 制作：吉澤真
- 演出担当（新人公演）：齋藤吉正

## 特別出演（宝塚・東京における本公演）
- 萬あきら（専科）[1]
- 箙かおる（専科）[1]

## 主な配役
※下記の配役は宝塚・東京・中日共通。「（）」の人物は宝塚・東京における新人公演。
- 三条薫 - 高嶺ふぶき（安蘭けい）[1][2][3]
- 蘭子・ナターシャ - 花總まり（紺野まひる）[1][2][3]
- 栗崎武志 - 轟悠（楓沙樹）[1][2][3]
- 長岡仁 - 和央ようか（貴城けい）[1][2][3]
- 呉竹梅子 - 星奈優里（貴咲美里）[1][2][3]
- 曽根邦子 - 小乙女幸（翠花果）[1][2][3]
- 呉竹公弥 - 萬あきら（汐美真帆）[1][2][3]
- カメ - 箙かおる（風早優）[1][2][3]
- 村松大佐 - 箙かおる[1][2][3]